# Miguel Bracamontes García
Miguel Bracamontes García fue un soldado del Ejército Mexicano. Con fecha de 20 de noviembre de 1967, ascendió al grado de General Brigadier y con fecha 16 de enero de 1970, a General de Brigada. Considerado como mano derecha de los Generales Marcelino García Barragán y José García Márquez, sirvió a las instituciones del Estado mexicano. Amigo y mentor del exlíder nacional del PRI y precandidato a la Presidencia de México, Javier García Paniagua.

## Primeros años
Nació el 18 de junio de 1911, en la ciudad de Colima, Col, hijo de Ismael Bracamontes y Luisa García Topete. Fue formado en la casa de su abuelo materno, Miguel García Topete, primer gobernador posrevolucionario del estado de Colima.

## Trayectoria
Durante su trayectoria militar fue comandante de la 27/a zona militar con base en Acapulco, Guerrero, del 16 de septiembre de 1969 al 31 de diciembre de 1970, después de haber sido comandante de la 35/a zona militar, con base en la ciudad en Chilpancingo Guerrero, del 16 de junio de 1968 al 16 de septiembre de 1969. 
Durante ese periodo, combatió la guerrilla gestada en el Estado de Guerrero a finales de los 1960s y capturó al más grande narcotraficante de la época, el estadounidense John Kelly, motivo por el cual recibió una felicitación por parte del Presidente de la República. Siendo comandante del a 27/a zona militar, condujo la búsqueda y detención de los delincuentes que asaltaron el Banco de Comercio en Acapulco el 29 de junio de 1970, motivo por el cual recibió las felicitaciones de parte del entonces gobernador de Guerrero, Catarino Maldonado Pérez. 
Siendo subteniente participó en la campaña contra los cristeros en el estado de Jalisco.
A lo largo de su trayectoria le fueron concedidas las condecoraciones de perseverancia de 5.ª , 4.ª , 3.ª, 2.ª y 1.ª , clases.
Fue Presidente Municipal de la ciudad de Tecomán, Colima de 1952-1955. Entre su legado para el municipio se encuentra la reconstrucción del Jardín Miguel Hidalgo, la creación del Servicio Médico Municipal, las gestiones federales con la Lotería Nacional para obtener la primera ambulancia para el municipio, y la fuerte inversión en infraestructura vial, eléctrica y de agua potable. Influyó en el desarrollo turístico del municipio al alentar a su amigo, el Mayor Salvador Gallardo, a emprender el restaurante “Las Hamacas del Mayor”, en las playas colindantes con Tecomán.